# 안세이 하치노헤 해역 지진

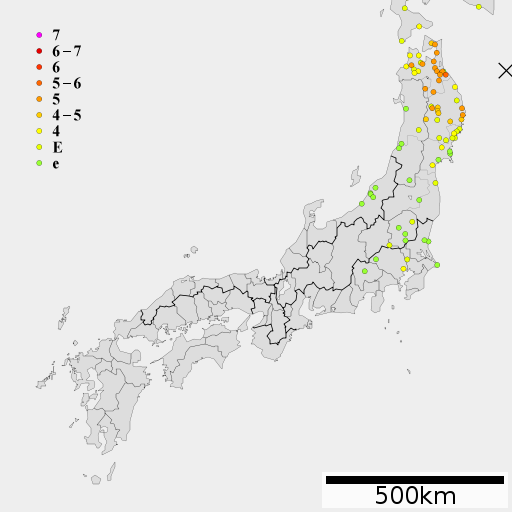
진도 분포

안세이 하치노헤 해역 지진(일본어: 安政八戸沖地震)은 1856년 8월 23일에 하치노헤 해역에서 발생한 지진이다. 릭터 규모은 M7.5~7.7. 최대진도은 진도5. 최대 해일 높이 (해일 규모) 은 5~7m. 사망자 38명. 산리쿠 해역 북부의 고유지진이다.

## 참고 자료
- 震災予防調査会編, 편집. (1904). 《大日本地震史料 下巻》. 鹿島出版会. pp.588-590 国立国会図書館サーチ
- 武者金吉, 편집. (1951). 《日本地震史料》. 毎日新聞社. pp.667-678 地震調査研究推進本部文献データベース[깨진 링크(과거 내용 찾기)]